# 세계

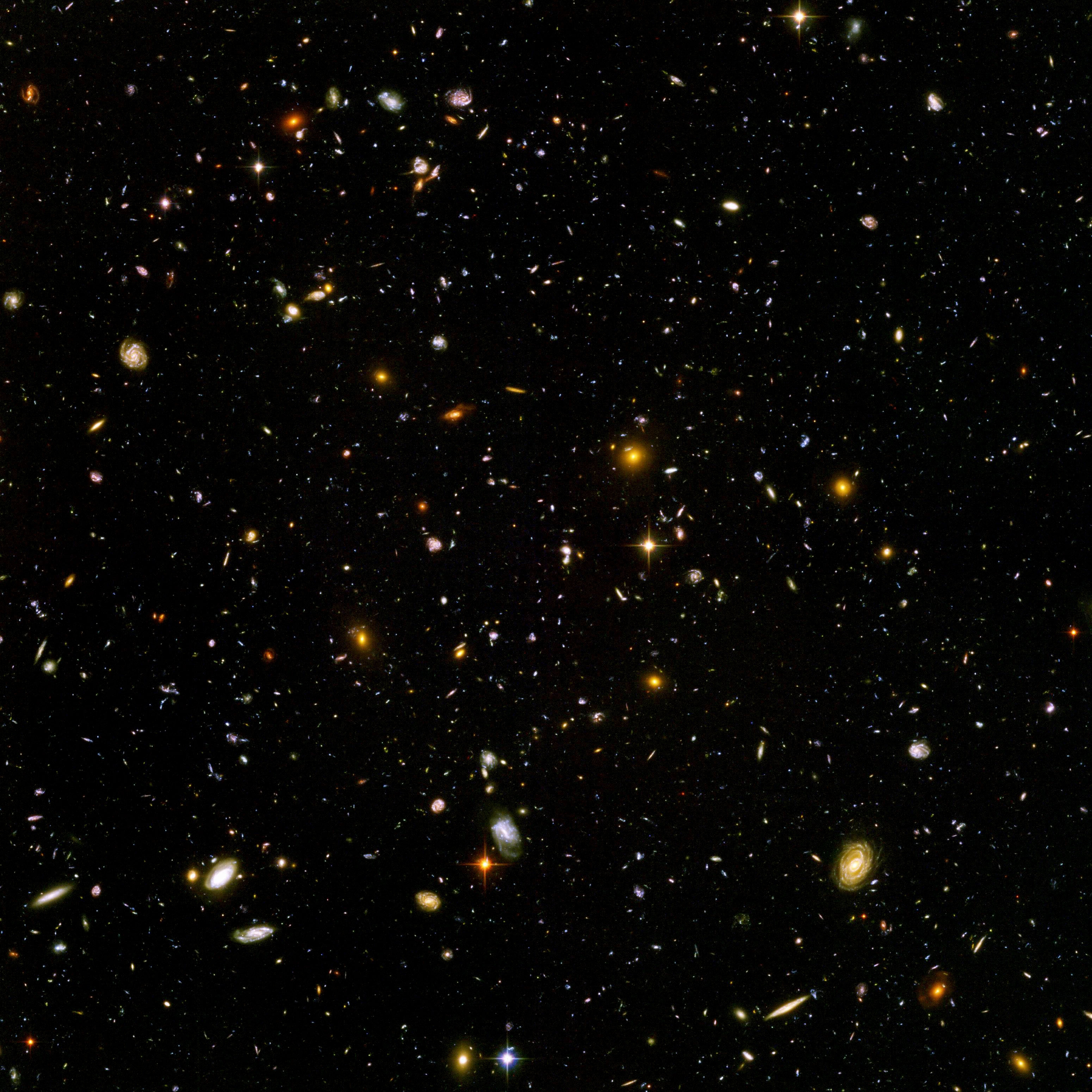
허블 우주 망원경으로 포착한 물리적 세계의 이미지

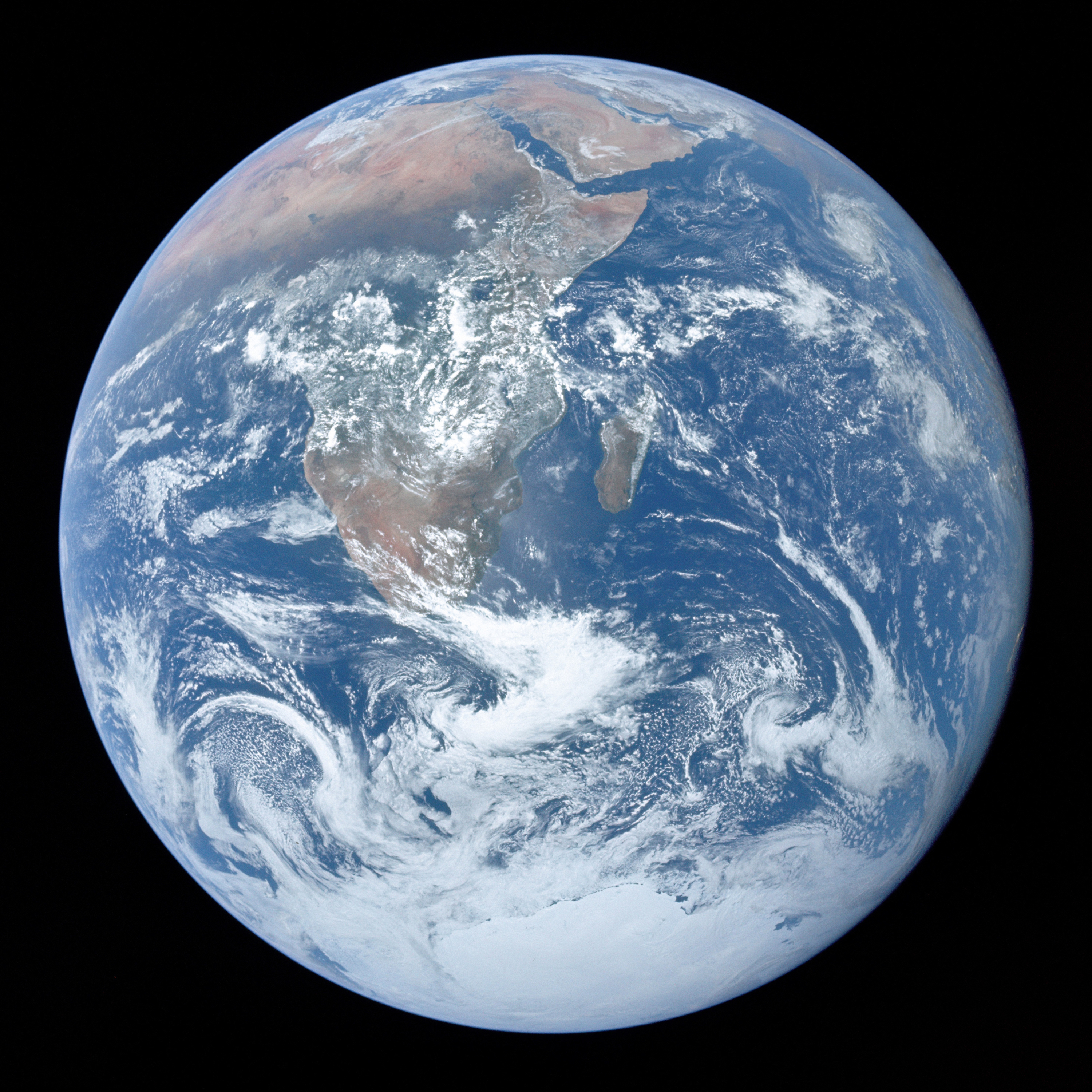
1972년 아폴로 17호의 사진에서 볼 수 있듯이, 다른 맥락에서 "세계"라는 용어는 지구를 지칭할 수도 있다.

세계(世界) 또는 누리는 우리가 사는 지구, 또는 세계의 모든 나라, 또는 인류 사회 전체를 일컫는 명칭이다. 세상(世上)이라고도 한다. 세계은행의 발표에 따르면 현재 세계에는 약 229개의 국가가 존재한다.
철학적인 관점에서 세계는 실재를 이루는 모든 것을 가리키는 우주를 이야기한다. 신학적인 관점에서 세계, 곧 세상은 정신적이거나 거룩한 것과 대비되는 세속적인 범위나 물질을 가리킨다. 세상의 끝은 이따금씩 종교적인 관점에서 인류 역사의 종말을 말한다.
세계 역사는 일반적으로 최초의 문명으로부터 현재에 이르기까지 5천년 정도의 주된 지정학적 발전으로 이해한다.
세계 인구는 특정 시기의 인구의 총합을 말한다. 이와 비슷하게 세계 경제는 모든 사회(모든 나라), 특히 세계화의 관점에서 경제의 총합을 가리킨다. 세계선수권대회, 세계 총 생산, 세계의 국기 등도 모든 국가를 통틀면서 이와 비슷하게 쓰인다.
세계 종교, 세계 언어, 세계 대전과 세계제국(신왕국대제국) 같은 용어에서 세계는 굳이 온 세계를 통틀어 암시할 필요는 없지만 국제적, 대륙을 잇는 범위를 말한다.
세계 지도와 세계 기후와 같은 용어에서 물리적인 지구라는 행성을 가리킬 때 세계는 인간 문화나 문명과는 관련하지 않고 생각한다.

## 용어 이용
"누리"라는 표현은 세계를 예스럽게 이르는 말로 서적에서 많이 쓰인다. 영어 낱말 월드(world)는 사람이라는 뜻의 wer과 나이란 뜻의 eld가 하나가 되어 "사람의 나이"라는 뜻에서 비롯한 것이다.
세계는 특히 공상 과학이나 미래학에서 거주 가능 지역이라고 생각되면 특정한 행성이나 천체를 가리키는 데 쓰이기도 한다.
또, 일반적인 관점에서 "세계"는 사람의 체험의 특정 분야를 가리키기도 한다.
- "직업 세계"는 직업을 찾는 일과 보수를 받고 일하는 것을 가리키며 학문 연구와 가정 생활과는 구별된다.
- 역사적으로 세계의 일부를 가리키는 신세계와 구세계는 대항해 시대의 결과로 식민지화되었다. 현재에 이르러서는 동물학과 식물학에서 신세계원숭이와 같은 용어에 사용하는 정도이다.

## 자연
지구의 표면적은 5억 1064km2이며, 그 가운데 육지가 차지하는 면적은 29%에 불과하다. 육지는 아시아, 유럽, 아프리카, 북아메리카, 남아메리카, 오세아니아, 남극대륙의 7대륙으로 나뉘어 있다. 이 가운데 아시아, 유럽, 아프리카는 문화적으로 일찍부터 개발되어 구대륙, 나머지 4대륙인 북아메리카, 남아메리카, 오세아니아, 남극대륙을 신대륙이라고 한다.

### 지형
각 대륙의 평균고도가 남극대륙이 2200m로 가장 높고, 아시아는 960m, 유럽과 오세아니아는 340m로 제일 낮다. 남극대륙이 특히 높은 것은 평균 2000m에 달하는 빙하가 지상을 덮고 있기 때문이다.

### 섬
세계에는 많은 섬들이 있고 생성요인에 따라 陸島(육도)와 洋島(양도)로 나뉜다. 그린란드, 뉴기니섬, 보르네오섬, 마다가스카르섬, 일본열도 등의 큰 섬들은 대륙이 분리된 육도이다. 화산도나, 산호초는 해양에서 발생하는 것으로 양도라고 부른다.

### 산맥
세계의 산맥 중에서 우선 아시아의 파미르고원을 중심으로 히말라야산맥과 카라코람산맥, 쿤룬산맥, 순다 열도(수마트라섬등)이 있고, 서쪽으로는 힌두쿠시산맥, 알프스산맥, 피레네산맥 등이 있다.

### 해안
에스파냐 북서부나 에게해 연안 등에 볼 수 있는 리아스식 해안, 대륙빙하가 덮여 있던 고위도 지방에서 볼 수 있는 피오르드, 유럽의 북해 연안 하구에서 볼 수 있는 삼각강 등은 침강해안이며, 이에 대하여 육지가 융기하여 나타난 사빈해안은 융기해안이다.

### 해양
해양에는 태평양, 대서양, 인도양의 3대양 외에 그 부속해로 지중해(地中海)가 있다. 지중해의 종류에는 유럽 지중해, 호아 지중해, 아메리카 지중해가 있으며, 아메리카 지중해에는 멕시코만과 카리브해가 있다. 그러나 대체로 지중해라 함은 유럽 지중해를 일컫는 말이다.
베링해, 오호츠크해, 황해, 아라비아해, 북해 등은 대륙의 가장자리에 있으며 열도나 반도에 의해 제한된 불완전한 해양이어서 沿海(연해)라고 한다.

## 인류
2019년 7월 10일 기준, 세계 인구는 약 7,716,600,000 명이며, 아시아에 가장 많이 살고 있다. 매일 약 36만 명이 태어나고, 약 15만 명이 사망한다. 매일 세계인구는 약 21만씩 늘고 있다.

## 분류
앞에서도 진술했듯이 7개의 대륙으로 나뉘지만, 세계를 남극을 뺀 6대륙으로 가리키기도 하고, 남아메리카와 북아메리카를 합쳐 5대륙을 가리키기도 한다. 이 밖에도 다음을 가리킨다.
- 동반구와 서반구(날짜 변경선을 기준으로)
- 북반구와 남반구(적도를 기준으로)
- 육반구와 수반구(육지의 분포를 기준으로)

## 국제기관
- 국제 연합(UN)
- 국제 연합 아동 기금(UNICEF)
- 국제노동기구(ILO)
- 국제 연합 교육 과학 문화 기구(UNESCO)
- 국제 올림픽 위원회(IOC)
- 국제 패럴림픽 위원회(IPC)
- 국제 축구 연맹(FIFA)
- 국제 통화 기금(IMF)
- 세계 은행
- 세계 보건 기구(WHO)
- 세계 기상 기구(WMO)
- 국제사법재판소(ICJ)
- 세계 무역 기구(WTO)
- 경제 협력 개발 기구(OECD)
- 국제 원자력 기구(IAEA)
- 세계 식량 계획(WFP)
- G8
- G20
- 유럽 연합(EU)
- 북대서양 조약 기구(NATO)
- 석유 수출국 기구(OPEC)
- 아시아태평양 경제협력회의(APEC)
- 아프리카 연합(AU)
- 아랍 연맹
- 아세안
- 독립국가연합(CIS)
- 영연방

### NGO
- 국제표준화기구
- 적십자사 및 적신월사
- 국경없는 의사회

## 같이 보기
- 세계 지도
- 우주
- 지구
- 지구의
- 지구촌